# Philippe Martinon
Pour les articles homonymes, voir Martinon.
Philippe Martinon (né le 23 juillet 1859 à Chalon-sur-Saône et mort le 30 décembre 1917 à Paris) est un grammairien, linguiste, métricien, philologue et traducteur français.

## Biographie
Il fut reçu à l'agrégation de grammaire en 1891 et professa aux lycées d'Annecy, d’Étampes, d'Alençon, d'Autun, de Brest et à partir de 1896 à sa retraite en 1913 à Alger. 
Il s'est d'abord distingué par des travaux d'édition et de traductions versifiées des classiques grecs et latins : Les Élégies de Tibulle (Paris, Thorin, 1895, prix Jules-Janin de l'Académie française) ; Les Amours d'Ovide (Paris, Fontemoing, 1897) ; Les Drames d'Eschyle (Alger, chez l'auteur, 1904) ; Sophocle : Électre (Paris, Fontemoing, 1907) ; Les Drames d'Euripide (2 vol., Paris, Fontemoing, 1907 et 1908) ; Les Drames de Sophocle (les deux Œdipe et Antigone) (Paris, Fontemoing, 1908).
À partir de 1905, il commença à publier d'importantes études de métrique française (Dictionnaire méthodique et pratique des rimes françaises, précédé d'un traité de versification, Paris, Larousse, 1905), dont le sommet est sa thèse de doctorat, soutenue en 1911 : Les strophes. Étude historique et critique sur les formes de la poésie lyrique en France depuis la Renaissance (Paris, Champion, 1911, 1912, New York 1969, Genève/Paris 1989). Cette thèse était assortie d'une thèse complémentaire : Répertoire général de la strophe française depuis la Renaissance (Paris, Champion, 1911, 1912, Paris 1989). 
L’Académie française lui décerne le prix Saintour en 1912 et le prix Jules-Janin en 1896, 1908 et 1914.
En 1913, il publie Comment on prononce le français (Paris, Larousse).
Posthumément, paraîtront son édition des Poésies de Malherbe (Paris, Garnier, 1926, avec une introduction par Maurice Allem) et sa grammaire Comment on parle en français (Paris, Larousse, 1927).

## Principales publications
- Les Élégies de Tibulle, Lygdamus et Sulpicia. Texte revu d'après les travaux de la philologie avec une traduction littérale en vers et un commentaire critique et explicatif par Philippe Martinon. Paris : Thorin et fils, 1895.
- Les Amours d'Ovide. Traduction littérale en vers français avec un texte revu, un commentaire explicatif et archéologique, une notice et un index, par Ph. Martinon, professeur au lycée d'Alger, lauréat de l'Académie française. Paris : Fontemoing, 1897.
- Sophocle : Œdipe à Colone. Traduction en vers par Philippe Martinon. Paris : Fontemoing, 1899.
- Sophocle : Œdipe roi. Traduction en vers par Philippe Martinon. Paris : Fontemoing, 1899.
- Sophocle : Antigone. Traduction en vers par Philippe Martinon. Paris : Fontemoing, 1900.
- Les Drames d'Eschyle. Traduction en vers français par Philippe Martinon, Professeur au lycée d'Alger. Alger : chez l'auteur, 1904.
- Dictionnaire méthodique et pratique des rimes françaises, précédé d'un traité de versification. Paris : Larousse, 1905. Nombreuses rééditions.
- Sophocle : Électre. Traduction en vers par Philippe Martinon. Paris : Fontemoing, 1907.
- Les drames d'Euripide, vol. 1, Alceste, Hécube, Hippolyte. Traduction en vers par Philippe Martinon, professeur au lycée d'Alger. Paris : Fontemoing, 1907.
- Les Drames d'Euripide, vol. 2, Les Deux Iphigénies, Médée. Traduction en vers par Philippe Martinon, professeur au lycée d'Alger. Paris : Fontemoing, 1908.
- Les Drames de Sophocle (Les deux Œdipes et Antigone). Traduction en vers par Philippe Martinon, professeur au lycée d'Alger. Ouvrage couronné par l'Académie française. Nouvelle édition. Paris : Fontemoing : 1908.
- Les strophes. Étude historique et critique sur les formes de la poésie lyrique en France depuis la Renaissance. Thèse pour le doctorat ès-lettres présentée à la Faculté des Lettres de l'Université de Paris par Ph. Martinon, professeur agrégé au lycée d'Alger. Paris : Champion, 1911.
- Répertoire général de la strophe française depuis la Renaissance. Thèse complémentaire présentée à la Faculté des Lettres de l'Université de Paris par Ph. Martinon, professeur au lycée d'Alger. Paris : Champion, 1911.
- Les strophes. Étude historique et critique sur les formes de la poésie lyrique en France depuis la Renaissance avec une Bibliographie chronologique et un répertoire général. Paris : Champion, 1912.
- Comment on prononce le français, traité complet de prononciation pratique avec les noms propres et les mots étrangers. Paris : Larousse, 1913. Nombreuses rééditions.
- (Avec Maurice Allem [1872-1959]) Les Poésies de Malherbe. Texte publié pour la première fois d'après les éditions revues et corrigées par Malherbe et disposé dans un ordre nouveau par Philippe Martinon, avec une introduction par Maurice Allem, et des notes de Maurice Allem et Philippe Martinon. Paris : Garnier, 1926 ; Rééd. 1948.
- Comment on parle en français. La langue parlée correcte comparée avec la langue littéraire et la langue familiale. Paris : Larousse, 1927 ; Rééd. 1953.

## Prix et distinctions
- 1896 : Prix Jules-Janin de l'Académie française pour sa traduction des Élégies de Tibulle[2]
- 1908 : Prix Jules-Janin de l'Académie française pour sa traduction des drames d'Eschyle, de Sophocle et d'Euripide[2]
- 1912 : Prix Saintour de l'Académie française pour Les Strophes[2]
- 1914 : Prix Jules-Janin de l'Académie française pour sa traduction des Amours d'Ovide[2]